# Lourenço Filipe Nery de Mendonça e Moura
Lourenço Filipe Nery de Mendonça e Moura (Lisboa, 26 de Maio de 1705 — Lisboa, 21 de Janeiro de 1788), 5.º conde de Vale de Reis, foi um aristocrata e militar português, que ocupou, entre outros, os cargos de capitão de cavalaria da Província do Alentejo e de deputado da Junta dos Três Estados.
Era filho do 4.º conde do mesmo título, D. Nuno Manuel de Mendonça e de sua mulher D. Leonor Maria Antónia de Noronha, tendo sucedido no título e no governo da casa a seu pai. Iniciou funções na Junta dos Três Estados no ano de 1749. Casou a 24 de Fevereiro de 1732 com D. Joana de Noronha, filha do 4.º marquês de Angeja, D. António de Noronha e de sua mulher D. Luísa Josefa de Meneses.